# Баракуда (група)
Баракуда е български вокална поп група, създадена през 1990 година с членове Александър Александров, Асен Драгнев, Силвана Александрова, Диана Александрова.

## Биография
Създадена от Александър Александров, групата съществува до 1993 година, записвайки танцувални песни с актуално съдържание. Изпълнява предимно собствени композиции дело на Александров (музика и текст) и Драгнев (музика и аранжимент).
Сред популярните им заглавия са „Хей, чичо“ , „Шокова терапия“, „Музикално семейство“ и „Искам да ти кажа“.